# Jurji Zaydan
Jurji Zaydan (în arabă جرجي زيدان; n. 14 decembrie 1861, Beirut, Imperiul Otoman – d. 21 iulie 1914, Cairo, Sultanatul Egiptului⁠(d)) a fost un prolific romancier, jurnalist, editor și profesor libanez, remarcat pentru crearea revistei Al-Hilal, pe care a folosit-o pentru a publica cele douăzeci și trei de romane istorice ale sale. 
Scopul său principal, ca scriitor și intelectual în timpul Nahda, a fost de a face populația arabă comună să-și cunoască propria istorie prin romanul istoric. S-a bucurat de o popularitate largă. De asemenea, se consideră că a fost unul dintre primii gânditori care a ajutat la formularea teoriei naționalismului arab.

## Tinerețe
Jurji Zaydan s-a născut la 14 decembrie 1861, la Beirut, într-o familie creștină ortodoxă cu mijloace modeste, care probabil își avea originea în regiunea Hauran. Tatăl său deținea un restaurant cafenea și, fiind el însuși analfabet și needucat, a acordat puțină importanță educației. Zaydan a abandonat școala după ce a absolvit o educație primară pentru a-și ajuta tatăl să conducă afacerea.
Totuși, el și-a menținut dorința de a se educa, urmând cursuri de noapte în limba engleză până când, în 1881, la vârsta de 20 de ani, a fost admis la Colegiul protestant sirian ca student la medicină. A dezvoltat un interes pentru concepte de individualism, cum ar fi economia laissez-faire, credința francmasonă într-un iluminism universal și darwinismul social. El a fost influențat în special de cartea lui Samuel Smiles, Self-Help (publicată în 1859) la care a simțit că se poate raporta datorită accentului pe care o pune pe o poveste de succes de la condiție precară la bogăție, construită pe muncă asiduă și perseverență. Mai mult, concentrarea cărții pe individualism și pe sine, un concept relativ nou în gândirea intelectuală arabă, ar fi o temă comună în romanele istorice de mai târziu ale lui Zaydan.
A urmat universitatea în aceeași perioadă cu Yaqub Sarruf (1852–1927), care a tradus pentru prima dată Self-Help în arabă și mai târziu va fonda revista Al-Muqtataf (Elita, 1876) cu care a împărtășit idealurile de modernizare a lumii arabe. și accent pe succesul individual prin muncă și perseverență.
Cornelius Van Dyck, un profesor american de patologie la Colegiul protestant sirian, cunoscut pentru traducerea sa a Bibliei în arabă în 1847, l-a încurajat pentru prima dată pe Sarruf să traducă Self-Help. De asemenea, a influențat viziunea lui Zaydan asupra lumii, făcându-l să adopte ideea că educația este cel mai important factor pentru progresul și dezvoltarea unui popor. O astfel de educație larg răspândită ar putea fi atinsă numai printr-o reformă internă pe scară largă și modernizarea tuturor aspectelor guvernului arab și ale vieții de zi cu zi. Zaydan a devenit astfel critic la adresa contemporanilor precum egipteanul Moustafa Kamal Pașa și Ahmed Orabi, care erau preocupați doar de obținerea independenței de influența occidentală. Zaydan a susținut că reforma trebuie să precedă independența pentru a asigura succesul acesteia.
În 1882, profesorul E. Lewis a fost concediat de la Colegiul protestant sirian pentru că l-a lăudat ușor pe Charles Darwin într-un discurs pe care l-a ținut studenților colegiului. Deoarece conceptul de darwinism era foarte controversat în protestantism, acesta a interzis includerea lui în orice curriculum. Convocarea a dus la proteste în masă în rândul studenților, mulți dintre ei au plecat sau au fost expulzați pentru proteste.
În plus, mulți dintre pastorii europeni care conduceau colegiul au început să favorizeze engleza în detrimentul arabei ca limbă de educație. Zaydan s-a numărat printre cei care au părăsit Siria către Cairo, unde mulți intelectuali libanezi și membri ai Nahda se mutaseră deja ca reacție la creșterea suprimării otomane.
După o scurtă perioadă la Școala de Medicină din „Ain Shams” și o expediție militară cu armata britanică în Sudan, și-a îndreptat atenția spre dezvoltarea carierei sale de scriitor.
Yaqub Sarruf a început să publice al-Muqtataf în 1876 cu ajutorul lui Cornelius Van Dyck și colegilor săi de la Colegiul protestant sirian Faris Namir și Shahin Makarius. Revista era preocupată în primul rând să acopere progresele științifice moderne, prima care a făcut acest lucru în lumea arabă și era cunoscută în special pentru acoperirea controversată a teoriei evoluției și darwinismului la începutul anilor 1880.

## Carieră
După ce a lucat pentru scurt timp ca redactor asistent pentru al-Muqtataf, Zaydan a început să producă lucrări academice pe diverse subiecte istorice. Interesul său pentru istorie l-a determinat să călătorească la Londra pentru a cerceta istoria arabă în biblioteca British Museum.
Prima sa carte a fost publicată în 1889 cu Ta'rikh al-Masuniya al-Amm (în arabă تاريخ الماسونية العام, în traducere „O istorie generală a francmasoneriei”) în care urmărea să corecteze concepțiile greșite despre francmasonii, Zaydan fiind membru al lojei masonice „Le Liban”. Credința francmasonă că cunoașterea universală ar trebui să fie disponibilă pentru fiecare persoană a atras intelectuali precum Zaydan, precum și încercarea lor de a profita de această cunoaștere.
În 1890, a publicat al-Ta'rikh al-'Alamm (, în arabă تاريخ العالم, în traducere „Istoria lumii”), o istorie destul de subțire a Asiei și a Africii, cu accent pe Orientul Mijlociu. Totuși, este citată ca fiind una dintre primele istorii non-islamice scrise în arabă, marcând un punct de cotitură în dezvoltarea educației arabe moderne. Înainte, întreaga istorie arabă fusese consemnată de ulama, savanții religioși ai comunității musulmane. A fost prima încercare de a înregistra o versiune nereligioasă a istoriei Orientului Mijlociu.
Apoi a predat arabă și a deschis o editură pe care a numit-o Dar al-Hilal (în arabă دار الهلال, în traducere „Semiluna”). Viața sa profesională și personală a luat o întorsătură în 1891, odată cu căsătoria cu Maryam Matar și publicarea primului său roman istoric, al-Mamluk al-Shariid (în arabă المملوك الشارد, în traducere „Mamelucul fugar”). Romanul a avut un succes atât de larg încât Zaydan a reușit să renunțe la meseria de profesor. El va continua să producă în mod constant aproximativ un roman pe an până la moartea sa în 1914.
A început să publice cel mai influent proiect al său, revista Al-Hilal (Semiluna, în arabă: الهلال) în 1892. Ea conținea inițial cinci secțiuni: o istorie a celor mai faimoși oameni și evenimente; articole ale lui sau ale altor scriitori, serializarea romanelor sale istorice, evenimente lunare și știri mondiale despre Egipt și Siria și elogii sau critici despre literatura în mare parte contemporană. Având accent pe informarea publicului despre istoria islamică și noile concepte din civilizația occidentală, revista a căpătat adesea un ton enciclopedic.
Putem să ne oprim la denumirea aleasă de Zaydan pentru revista sa pentru a contempla felul în care a văzut rolul său: Zaydan (creștin ortodox) considera că semiluna exprimă un simbol important în culturile arabă și islamică (mai ales având în vedere faptul că el era încă "supus" otoman, cel puțin în acte). Semiluna este un simbol legat de calendarul Hijri, pe care musulmanii se bazează pentru a determina lunile și sărbătorile islamice. Semiluna este, de asemenea, considerată un simbol al gândirii islamice și arabe în general. Numind revista cu acest nume, Zaydan a dorit să o lege de moștenirea și cultura arabă și islamică, ceea ce contribuie la atragerea cititorilor din aceste categorii și reflectă conținutul revistei, care s-a concentrat pe literatură, istorie și cultură. La fel, putem specula legat de faptul că alți publiciști libanezi în Cairo au ales simboluri istorice pentru revistele și ziarele lor: Frații Teqla au fondat Al-Ahram (Piramidele) în 1876, Firas Nimer și Șahin Makarius au fondat Al-Muqattam (muntele ce domină orașul Cairo și sediul cetății de scaun al guvernatorului) în 1889, iar Yakub Sarruf și același Fares Nimer au fondat Al-Kawakeb(Planetele) în 1892 ca revistă preponderent culturală și literară.
Scopul său principal a rămas constant pe parcursul publicării lui Al-Hilal și a romanelor sale istorice: să ofere poporului arab obișnuit un simț precis al propriei istorii într-un mod accesibil și distractiv. Acuratețea istorică a avut astfel o prioritate fermă față de intriga și dezvoltarea caracterului în fiecare dintre romanele sale și a fost adesea critic la adresa scriitorilor occidentali care au înclinat faptele istorice pentru a se potrivi cu literatura lor, pretinzând că astfel de libertăți au indus în eroare publicul larg.

## Roman istoric
Zaydan își scria de obicei romanul anual în lunile de vară, când al-Hilal nu era publicat pentru a începe sub formă de serial în toamnă. Fiecare roman, cu excepția unuia, avea un cadru aproape identic.
El ar începe fiecare prin a alege un subiect istoric. Deși romanele sale nu au urmat o cronologie precisă, toate au fost centrate pe un anumit aspect al istoriei islamice. În pregătire, el ar citi toate sursele disponibile pe tema pentru a obține o înțelegere cât mai aprofundată posibilă. Apoi, el va construi un schelet bazat în întregime pe fapte istorice. În cele din urmă, avea să viseze personaje și o poveste de dragoste prin care să relateze istoria.
Acuratețea academică cu care a abordat fiecare roman este demonstrată în continuare de includerea frecventă a surselor documentate, a notelor de subsol frecvente și a capitolelor introductive care au oferit context istoric, cultural și geografic evenimentului istoric ales. Aspectul de divertisment a venit cu o poveste de dragoste între personaje fictive și un mister pentru a menține interesul cititorilor. Intrigile lui erau adesea simple, bazându-se în principal pe coincidențe convenabile dintre personaje pentru a conduce povestea de dragoste și a elucida misterul, aproape toate romanele sale terminându-se cu un final fericit.
Personajele sale erau adesea unidimensionale, fără a oferi nicio perspectivă asupra trecutului fiecăruia, a abilităților sau a viziunii lor asupra epocii, instituțiilor sau societății din care erau. Deoarece ar prezenta toate trăsăturile și personalitățile de caracter în prima mențiune a fiecărui personaj, dezvoltarea caracterului nu a fost niciodată prezentă. Personajele statice, împreună cu stilul său simplu, jurnalistic, erau ideale pentru a relata o istorie obiectivă și exactă în cel mai clar mod posibil publicului arab larg.
Pe lângă asigurarea educației populației generale, el și-a propus și dezvoltarea „ filozofiei limbajului ”, care are scopul explicit de a informa, educa și ilumina. El a criticat formele literare de scris contermporane arabe care era accesibil doar unui grup mic de oameni, în special limbajul ezoteric în studiile religioase. Din cauza ratei de alfabetizare de 10% în rândul bărbaților și de 0,05% în rândul femeilor din acea vreme, un astfel de limbaj extrem de pretențios era în mare parte inaccesibil publicului larg. Introducerea romanului, în special a unuia scris într-un limbaj simplu, clar, este remarcată în special pentru mutarea actului de a citi de la elita savantă la marea masă a populației.

## Moartea și impactul
În 1910, Universitatea Egipteană recent deschisă i-a oferit lui Zaydan un post de profesor de Istorie Islamică, pe care Zaydan a acceptat-o doar fără tragere de inimă, din cauza nepopularității sale în rândul musulmanilor conservatori. El a fost demis înainte de a începe, ca răspuns la proteste semnificative din partea elitelor trandiționale, care s-a opus originilor sale creștine și înclinațiilor laice.
Interpretarea laică a istoriei a lui Zaydan a fost deosebit de controversată în Tarikh al-Tamaddun al-Islam (în arabă تاريخ التمدن الاسلامي, în traducere „Istoria civilizației islamice”, 1901–1906), în care oferă o lectură critică laică a istoriei islamice în cel puțin cinci volume. Experiența l-a marcat până la moartea sa neașteptată în 1914.
Lăsând în urmă o moștenire care include 23 de romane publicate, numeroase lucrări academice și o revistă publicată și distribuită în Persia, India, Japonia, Africa de Vest, Zanzibar, Australia, Noua Zeelandă, Indiile de Vest și America de Nord și de Sud, el a fost unul dintre cei mai prolifici și renumiți scriitori arabi ai vremii. Impactul său a lăsat o impresie de durată asupra populației arabe în general, precum și asupra unor giganți literari precum Taha Hussein, Naguib Mahfouz și poetul Fadwa Tuqan.
Zaydan a încurajat sentimentul de unitate națională în rândul arabilor prin evidențierea problemelor și provocărilor comune cu care s-a confruntat națiunea de-a lungul istoriei sale. Prin descrierea sa despre revoltele împotriva nedreptății, luptele de eliberare și lupta pentru dreptate, Zaydan a inspirat noile generații să viseze la obținerea unității și independenței într-o perioadă exacerbată de colonialismul european.
Zaydan a lucrat de altfel și pentru a promova cultura populară publicând cărți și articole de revistă care se ocupă de moștenirea populară, povești și legende arabe. Acest lucru a contribuit la consolidarea identității culturale și la conservarea moștenirii populare.
Pe lângă reviste, Zaydan a fost un important editor de cărți din diverse domenii. Dar Al Hilal a contribuit la publicarea operelor literare și intelectuale ale marilor scriitori și gânditori arabi, atât serializate (în revistă) precum și ca romane proprii oferind cititorilor opțiuni multiple de a avea acces la ultimile tendințe culturale și literare. Dar Al Hilal a publicat și cărți în domeniile științei și cunoașterii, care au contribuit la răspândirea culturii științifice și la educarea publicului despre importanța științei în viața de zi cu zi. 
Recunoscând deficința ofertei de cărți in lumea arabă, Zaydan a înțeles importanța traducerii. Traducerea a contribuit la transferul cunoștințelor din alte culturi în lumea arabă, ceea ce a contribuit la îmbogățirea conținutului cultural și științific arab. Traducerea a fost o modalitate de a depăși decalajul de cunoștințe dintre lumea arabă și Occident. Dar Al-Hilal a fost una dintre primele instituții care a acordat o mare atenție traducerii, traducând multe lucrări literare și științifice occidentale în limba arabă. Traducerea a contribuit, de asemenea, la îmbunătățirea interacțiunii culturale dintre Est și Vest, deoarece ideile și teoriile științifice și literare occidentale au fost prezentate publicului arab, ceea ce a contribuit la dezvoltarea gândirii critice și la promovarea înțelegerii reciproce.
Dincolo de numărul mare de articole și cărți publicate, există o schimbare în gândirea pe care a adus-o în cadrul curentlului Nahda și celor care au urmat-o. Pentru că romanul arab a fost scris într-o limbă accesibilă, educația individualizată a făcut un pas uriaș departe de elita religioasă și spre populația generală. Tipografia sa a ajutat foarte mult în această încercare de a răspândi noi cunoștințe și idei către oameni din toate mediile.
Dar Al Hilal a contribuit în mod semnificativ la publicarea manualelor și a programelor educaționale, care au contribuit la îmbunătățirea calității educației în țările arabe. Manualele publicate de Dar Al Hilal au fost folosite în multe școli și au contribuit la creșterea nivelului de educație și la răspândirea cunoștințelor în rândul elevilor.

## Lucrări majore

### Istorie
- 1889: Tarikh al-Masuniya al-'Amm (Istoria generală a francmasonilor)
- 1890: Tarikh al-'Amm (Istoria generală a lumii)
- 1899: Tarikh al-Yunan wa al-Ruman (Istoria Greciei și Romei)
- 1901–1906: Tarikh al-Tamaddun al-Islami 5 vol. (Istoria civilizației islamice)
- 1907: al-'Arab qabl al-Islam (Arabii înainte de Islam)
- 1907: al-Rih'lat al thlath (Cele trei călătorii: relatări istorice din vizitele la Istanbul, Europa și Palestina)
- 1910–1913: Tarikh Adab al-luga al-'Arabiya 4 vol. (Istoria literaturii arabe)
- 1912: Ṭabaqāt al-umam aw Al-salāʼil al-basharīyah (Generațiile Națiunilor sau Descendenții umanității)

### Autobiografie
- 1966: Mudakkirat Gurgi Zaidan (Viața lui Jurji Zaydan)

### Revistă
- 1892–1914: Al Hilal (semiluna) vol. I-XXII

### Romanele
- 1891: al-Mamluk al-Sariid (Mamelucii care fug)
- 1892: Asir al-Mutamahdi (Captivul lui Mahdi)
- 1893: Istibdad al-Mamalik (Despotismul mamelucilor)
- 1893: Jihad al-Muhibbin (Strădania celor care se iubesc)
- 1896: Armansura al-Misriyya (Armansura egipteană)
- 1897/98: Fatat Ghassan (Tănâra tribului Ghassan)
- 1899: „Adra Quraish (Fecioara tribului Quraish)
- 1900: 17 Ramadan
- 1901: Ghadat Karbala (Grațioasa din Karbala)
- 1902: al-Hajjaj ibn Yusuf
- 1903: Fath al-Andalus (Cucerirea Andaluziei)
- 1904: Sharl wa 'Abd al-Rahman (Charles Martel și Abd al-Rahman)
- 1905: Abu Muslim al-Khurasani (Abu Muslim Khorasani)
- 1906: al-'Abbasa ukht al-Rashid (Abbasa Sora lui Harun al-Rashid)
- 1907: al-Amin wa al-Ma'mun (al-Amin și al-Ma'mun)
- 1908: „Arus Farghana (Mireasa din Fergana)
- 1909: Ahmad ibn Tulun
- 1910: „Abd al-Rahman al-Nasir
- 1911: al-Inqilab al-'Uthmani (Revoluția otomană)
- 1912: Fatat al-Qairawan (Tănâra din Qairawan)
- 1913: Salah al-Din al-Ayyubi (Saladin)
- 1914: Shajarat al-Durr (Arborele de perle)

## Traduceri
Până de curând, lucrările lui Zaydan nu erau disponibile în engleză, dar au fost traduse în alte duzini de limbi. Fundația Zaidan, înființată de nepotul său, dr. George Zaidan, pentru a promova cultura arabă, a comandat traduceri a cinci dintre cele douăzeci și două de romane istorice ale sale. Lucrarea a început în 2009 și acestea pot fi comandate de pe site-ul organizației.